# Севадыбашево
Севадыбашево (баш. Сәүәҙебаш, Сеүәҙебаш, тат. Чөгәлебаш, Чөгәдебаш) — село в Буздякском районе Башкортостана, входит в состав Тюрюшевского сельсовета.

## Географическое положение
Расстояние до:
- районного центра (Буздяк): 55 км,
- ближайшей ж/д станции (Буздяк): 56 км.

## История
Административный центр упразднённого в 2008 году Севадыбашевского сельсовета. 

## Население
| 2002 | 2009 | 2010 |
| ---- | ---- | ---- |
| 656  | ↘641 | ↘604 |

Согласно переписи 2002 года, преобладающие национальности — татары (65 %), башкиры (35 %).

## Религия
В селе есть мечеть.

## Известные уроженцы
- Ямалиев, Ким Масгутович (1927—2012) — физик, доктор технических наук (1990), профессор (2009), заслуженный деятель науки Республики Башкортостана (1998).
- Габидуллин, Хаджи Загидуллович (1897—1937) — советский татарский государственный и политический деятель. Председатель Совета народных комиссаров Татарской АССР (1924—1927).